# Saint-Léger-près-Troyes
Saint-Léger-près-Troyes település Franciaországban, Aube megyében. Lakosainak száma 915 fő (2022. január 1.). Saint-Léger-près-Troyes Bréviandes, Buchères, Moussey, Rosières-près-Troyes, Saint-Germain és Saint-Pouange községekkel határos.

## Népesség
A település népessége az elmúlt években az alábbi módon változott:
| Lakosok száma | 393  | 564  | 642  | 644  | 783  | 863  | 880  | 902  | 912  | 915  |
|               | 1968 | 1982 | 1990 | 2006 | 2013 | 2015 | 2017 | 2019 | 2020 | 2022 |